# Ridotta

Forte austriaco fuori Verona in una foto degli anni settanta. All'interno si può notare la ridotta edificata su due piani

Una ridotta (meno frequentemente  ridotto), nel gergo militare, indica un tipo di fortificazione di minore importanza o comunque considerata secondaria.
Generalmente non è mai isolata in un territorio, proprio in funzione della sua minore potenza, ma è utilizzata come parte integrante di un sistema difensivo più ampio, che il più delle volte affianca alle stesse ridotte delle roccaforti, dei castelli o dei muri di difesa. Vi potevano trovar riparo soldati o materiali bellici.
Gli utilizzi sono gli stessi dei castelli o dei forti, sottolineando però, data la scarsa potenza, la secondaria priorità degli obiettivi difesi.

## Tipologie
Le ridotte, molto variabili nella storia per architettura e dimensione, si possono classificare in ridotte temporanee e ridotte stabili.
Le ridotte temporanee sono le tipiche fortificazioni campali, create per l'uso in una battaglia o in una breve campagna militare, per essere poi smantellate o trasformate in ridotte stabili. Costruite generalmente in pochissimo tempo con materiali leggeri e facilmente trasportabili, quali legno, pietre trovate sul posto e impilate a secco, stoffe da tenda, etc., dato il carattere temporaneo, non erano particolarmente blindate e, pur concedendo all'occupante una superiorità tattica, erano facilmente espugnabili.
Per ridotta temporanea si può intendere anche quella fortificazione, sempre di carattere non definitivo, ricavata da un edificio preesistente (casali, ville padronali, torri di guardia, etc.) grazie a un suo potenziamento difensivo (creazione di feritoie per il tiro, muratura delle finestre, posizionamento di artiglieria, etc.).
Gli utilizzi delle ridotte temporanee generalmente si sintetizzavano in miglior controllo su punti strategici del campo di battaglia o della regione in guerra, accampamento per le truppe, postazioni difese per il tiro d'artiglieria, luoghi in cui effettuare una ritirata strategica.
Le ridotte stabili sono sostanzialmente castelli, o piazzeforti di dimensioni e importanza minori, costruite con le stesse tecniche delle altre grandi opere difensive, da cui si distinguevano per minore dimensione, capacità di resistenza al nemico e soldati occupanti. Visto il carattere di inferiorità di una singola ridotta, non era difficile trovare in Europa ridotte stabili disposte in serie, per esempio intorno a una città, o comunque a loro volta controllate da altre opere difensive maggiori.